# 新昌駅
新昌駅（シンチャンえき）は、大韓民国忠清南道牙山市新昌面にある韓国鉄道公社（KORAIL）長項電鉄線の駅。駅番号はP177。正式な駅名は「新昌(順天郷大)駅」。副駅名として「韓国ポリテク4大学」が付けられている。

## 駅構造
島式ホーム2面4線の地上駅。
当駅は長項線の途中駅であるが、当駅から下り方向へ向かう列車はITX-マウム1日1本しか設定がない。このため道高温泉・益山方面に向かう場合、多くは1つ前の温陽温泉駅で乗り換える必要がある。

### のりば
| 1 | 長項線（ITX-マウム） | 天安・龍山方面                     |
| 2 | 長項電鉄線           | 九老・ソウル駅・清凉里・光云大方面 |
| 3 | 長項電鉄線           | 当駅終着                           |
| 4 | 長項線（ITX-マウム） | 礼山・洪城方面                     |

- 2024年のITX-マウム運行開始まで、1・4番線は使用されておらず、柵とチェーンで規制されていた。
- ヌリロが乗り入れていた当時は、ヌリロが2番線、1号線電車が3番線を使用していた。
- 時間帯により、2・3番線にすでに列車が入線している場合、ヌリロが3番線、1号線電車が2番線で客扱いを行う場合があった。

## 駅周辺
小高い山々の谷間にあり、周辺に大きな集落はない。
- 順天郷大学校 - 西へ約1.6km。徒歩30分程度。
- 韓国ポリテク4大学

## 歴史
駅名は三国史記記載の新昌県に由来する。
- 1922年6月15日 - 五木駅（오목역）として開業[1]。
- 1926年8月8日 - 忠南新昌駅（충남신창역）に改称。
- 1955年7月1日 - 新昌駅に改称[2]。
- 2004年7月15日 - 旅客扱いを中止[3]。
- 2005年10月1日 - 貨物扱いを中止。
- 2007年12月21日 - 現在地へ駅舎を移転。しかし、営業休止は継続。
- 2008年12月8日 -  新昌(順天郷大)駅へ改称。
- 2008年12月15日 - 長項電鉄線が開業。旅客営業を再開[4]。
- 2024年11月2日 -  ITX-マウムが乗り入れ開始。ヌリロ廃止以来、一般列車の取り扱いを再開。

## 隣の駅
韓国鉄道公社
長項線
セマウル号・ムグンファ号
通過
ITX-マウム
温陽温泉駅  - 新昌(順天郷大)駅  - 新礼院駅
 長項電鉄線 
緩行
温陽温泉駅 (P176) - 新昌(順天郷大)駅 (P177)